# آناهوآن (خاقان روران)
آناهوآن (چینی:郁久閭阿那瓌 ،پین‌یین:Yùjiǔlǘ Ānàguī) واپسین خاقان روران  بود که توسط بومین، نخستین خاقان گوک‌ترک، سرنگون شد. روران‌ها قومی احتمالا مغول‌تبار بودند که در پی آشفتگی‌های سیاسی در چین قرن چهارم و پنجم میلادی نفوذ زیادی بر شمال این کشور داشتند.

## دور نخست سلطت آناهوآن
برادر آناهوآن، چه‌اونو، خاقان روران‌ها بود. او به زنی شمن به نام دائوهان دیوان دلباخته بود و در امور حکومتی از وی مشورت می‌گرفت. هنگامی که چه‌اونو در جنگ به سر می‌برد، به دستور مادر او، دائوهان دیوان را کشتند. هنگامی که چواونو بازگشت، به دنبال انتقام خون زن شمن بود اما مادرش با همدستی گروهی از درباریان، چه‌اونو را کشتند و قدرت را به برادرش، آناهوآن، واگذار کردند. اما اندکی بعد یکی از خویشاوندان به نام شیفا دست به شورش زد و آناهوآن به چین فرار کرد. در این بین دایی آناهوآن و چه‌اونو به نام پولومین برعلیه شیفا دست به شورش زد و خاقان روران‌ها شد اما پولومین گرفتار تهاجم قبایل تیله شد و او نیز به چین فرار کرد.

## دور دوم سلطنت آناهوآن
در سال ۵۲۲ هر دو خاقان روران نزد دربار چین (سلسله وئی شمالی) بودند. پولومین در تلاشی ناکام سعی کرد به قلمروی هیاطله فرار کرد که خواهرانش همسر پادشاه هفتالی بودند. اما جلوی او را گرفتند و پولومین در زندان چین فوت کرد اما آناهوآن با جلب نظر امپراتور چین توانست به قلمروی روران بازگردد اگرچه که باز هم روران‌ها طبق عادتشان به غارتگری و چپاول چینی‌ها می‌پرداختند. با این وجود چین بار دیگر گرفتار شورش شده بود و دربار وئی شمالی مجبور بود که از کمک آناهوآن و روران‌ها بهره ببرد. سلسله وئی شمالی چین چنان دچار بحران بود که به دو نیمه شرقی و غربی تقسیم شد و در این شرایط آناهوآن یکه‌تاز شمال چین و مغولستان امروزی شد.
وخامت وضع چین به حدی بود که گائو هوآن فرمانده سلسله وئی شرقی که در شمال‌شرقی چین امروزی مستقر بود، برای مقابله با رقیبش سلسله وئی غربی و فرمانده آن یوی‌وین تایا با آناهوآن، خاقان روران، متحد شده بود اما این اتحاد ثمربخش نبود و در نهایت وئی غربی دست به دامان بومین، خاقان گوک‌ترک، شد. همچنین بومین از شورش قوم تیله برعلیه آناهوآن و روران‌ها حمایت کرد. طبق روایت‌های مورخین چین بومین از آناهوآن درخواست کرد که دخترش را به عقد او درآورد. آناهوان این اقدام را اهانت به خود می‌دانست که باعث می‌شد قوم گوک‌ترک که قبل زیردست روران‌ها بودند، با آن‌ها هم‌مرتبه شوند. به همین سبب او سفرایی نزد بومین فرستاد و به صراحت درخواستش را رد کرد. آناهوان خطاب به بومین گفته بود:«تو قبلا آهنگر من بودی، چگونه جرئت می‌کنی که این حرف را بزنی؟». بومین سفرا را قتل‌عام می‌کند و به این ترتیب به روران‌ها اعلان جنگ می‌دهد. در سال ۵۵۲ میلادی گوک‌ترک‌ها، روران‌ها را شکست می‌دهد و طبق روایتی آناهوآن خودکشی می‌کند.

## سرنوشت روران‌ها
پس از مرگ آناهوآن فرزند او، یان لوچن، به نزد متحدان چینی خود (سلسله چی شمالی)، فرار کرد و عموی او به نام دین‌شو تسزی خود را خاقان نامید. اما او نیز از گوک‌ترک‌ها که در این زمان رهبر آن‌ها موغان خاقان بود، شکست خوردند. اگرچه دین‌شو تسزی توانست از مهلکه فرار کند اما چند سال بعد با همیاری سلسله چینی وئی غربی به گوک‌ترک‌ها تحویل داده شد و به قتل رسید.